# Project Runway Latin America (temporada 2)
La segunda temporada de Project Runway Latin America se estrenó el 5 de septiembre de 2011 por el canal de televisión Glitz*. Cuenta con la participación de 14 diseñadores provenientes de Argentina, Chile, Colombia, México, Uruguay, Puerto Rico y Venezuela. Este programa nuevamente es conducido por la modelo y presentadora mexicana Rebecca de Alba, quien a su vez es jurado junto con el diseñador venezolano Ángel Sánchez y la modelo y presentadora de televisión y radio colombiana Monica Fonseca. Los diseñadores son guiados por el diseñador argentino Mariano Toledo, quien debió asumir el rol de la presentación del programa durante el primer episodio debido a la falta de Rebecca de Alba. Esta temporada fue filmada en Miami, Estados Unidos en la Universidad Internacional de Miami de Arte & Diseño.
El ganador de esta edición, se hará acreedor de $30,000 dólares para comenzar su propia colección, cortesía de Andrea; la posibilidad de exhibir su propia colección en el Mercedes Benz DFashion México, un photoshoot en la revista Glamour México y Latinoamérica y unas lujosas vacaciones en el Hotel “Live Aqua Cancún” del Grupo Posadas. El programa se grabó en la ciudad Estadounidense de Miami. Cada episodio dura 60 minutos, con comerciales, y presenta un desafío de diseño y confección a los participantes, cuya valoración por los jurados puede destacarlos hasta otorgarles inmunidad para el siguiente desafío o puede llevarlos a salir de la competencia.

## Diseñadores
| Diseñador                        | Edad | Nacionalidad | Posición |
| -------------------------------- | ---- | ------------ | -------- |
| Karyn Coo                        | 22   | Chile        | 1.o      |
| José Luis González               | 30   | México       | 2.o      |
| Carlo Carrizosa                  | 22   | Colombia     | 3.o      |
| Érika Servín                     | 26   | México       | 4.o      |
| Matías Cristino                  | 28   | Argentina    | 5.o      |
| Valeria "Vale Valuchi" Fernández | 25   | Uruguay      | 6.a      |
| Juan Colón                       | 30   | Puerto Rico  | 7.o      |
| Ramiro Vera                      | 28   | México       | 8.o      |
| Alisa Kononenko                  | 34   | Argentina    | 9.a      |
| Valentina Wolfermann             | 23   | Venezuela    | 10.a     |
| Juan Carlos Lozano               | 32   | Colombia     | 11.o     |
| Isabel Silva                     | 23   | Colombia     | 12.a     |
| Stephanie Reynoso                | 22   | México       | 13.a     |
| Jaime Inda                       | 22   | México       | 14.o     |

## Episodios

### Episodio 1:Resort Look
Su primer desafío es elaborar un Resort Look para una mujer que se disfrute en la ciudad de Miami, para ello a cada uno se le entrega un paquete (pack) con diferentes materiales. El ganador del desafío tiene inmunidad en el próximo.
- Jurado: Mariano Toledo, Ángel Sánchez, Monica Fonseca y Natalia Jiménez (invitada).
- Ganador del desafío: Karyn Coo.
- Sale de competencia: Jaime Inda.
- Emitido el 5 de septiembre de 2011.

### Episodio 2:Género Musical
El desafío es elaborar un look basado en un género musical asignado por la producción. El ganador del desafío tiene inmunidad en el próximo.
| Diseñador   | Género musical |
| ----------- | -------------- |
| Isabel      | Hip Hop        |
| Stephanie   | Electrónica    |
| Erika       | Psycho         |
| Juan Carlos | Tropipop       |
| Karyn       | Merengue       |
| Valentina   | Bachata        |
| Carlo       | Vallenato      |
| Juan        | Reggaeton      |
| Matias      | Salsa          |
| Jose Luis   | Corridos       |
| Alisa       | Música Clásica |
| Ramiro      | Norteña        |
| Valeria     | Cumbia         |

- Jurado: Rebecca de Alba, Ángel Sánchez, Monica Fonseca y Amelia Vega (invitada).
- Ganador del desafío: Erika Servin.
- Sale de competencia: Stephanie Reynoso.
- Emitido el 5 de septiembre de 2011.

### Episodio 3:Diseños de Película
El desafío es elaborar un look basado en el personaje de Mila Kunis en la película Amigos con Beneficios. El personaje es una reclutadora de talentos, mujer dinámica, moderna y ejecutiva. El look deberá ser utilizado durante el día y con un pequeño cambio también ser apropiado para salir en la noche. El ganador del desafío tiene inmunidad en el próximo.
- Jurado: Rebecca de Alba, Ángel Sánchez, Monica Fonseca y Marines Duarte (invitada).
- Ganador del desafío: José Luis Gonsalez.
- Sale de competencia: Isabel Silva.
- Emitido el 12 de septiembre de 2011.

### Episodio 4:Arquitectura en moda
El desafío es crear un traje inspirado en la arquitectura tomando como base un sitio especial de Miami. El ganador del desafío tuvo inmunidad en el siguiente desafío.

| Diseñador   | Edificio                |
| ----------- | ----------------------- |
| Carlo       | Atlantis Miami          |
| Karyn       | Miami Tower             |
| Juan        | Hotel Delano            |
| Matías      | Hotel Victor            |
| Valeria     | New World Symphony      |
| Jose Luis   | Adrianne Arsht Center   |
| Alisa       | Fontainebleau Hotel     |
| Erika       | American Airlines Arena |
| Ramiro      | Lincoln Road            |
| Valentina   | Villa Vizcaya           |
| Juan Carlos | Hotel Biltmore          |

- Jurado: Rebecca de Alba, Ángel Sánchez, Mónica Fonseca y Silvia Tcherassi (invitada).
- Ganador del desafío: Erika Servin.
- Sale de competencia: Juan Carlos Lozano.
- Emitido el 19 de septiembre de 2011.

### Episodio 5:Hombre Mujer
Para el desafío, los concursantes debieron elegir una prenda masculina y trasladar su concepto en un look femenino.

- Jurado: Rebecca de Alba, Ángel Sánchez, Mónica Fonseca y, como invitada, Irma Martínez.
- Ganador del desafío: Matías Cristino.
- Sale de competencia: Valentina Wolfermann.
- Emitido el 26 de septiembre de 2011.

### Episodio 6:Mía
Los concursantes debieron formar grupos de tres personas en donde mostrarían tres propuestas inspirados en la línea de lencería Mía, en dichos grupos había un líder quien era el responsable de tomar las decisiones más importantes, como definir la línea de los diseños y el nombre de la colección.

| Grupo   | Líder  | Asistentes        |
| ------- | ------ | ----------------- |
| Grupo 1 | Érika  | Karyn, Juan       |
| Grupo 2 | Alisa  | Valeria, Carlo    |
| Grupo 3 | Ramiro | José Luis, Matías |

- Jurado: Rebecca de Alba, Ángel Sánchez, Mónica Fonseca y, como invitado, Alejandro Chabán.
- Ganador del desafío: Juan Colón.
- Sale de competencia: Alisa Kononenko.
- Emitido el 3 de octubre de 2011.

### Episodio 7:El verde está de moda
Trabajando en parejas, cada uno debe crear un outfit con materiales amigables con el medio ambiente.

| Pareja           |
| ---------------- |
| Valeria y Ramiro |
| Matías y Karyn   |
| José Luis y Juan |
| Carlo y Érika    |

- Jurado: Rebecca de Alba, Ángel Sánchez, Mónica Fonseca y, como invitada, Karina Velasco.
- Ganador del desafío: Valeria Fernández.
- Sale de competencia: Ramiro Vera.
- Emitido el 10 de octubre de 2011.

### Episodio 8:Jeans
Los concursantes debieron crear un look que personifique la esencia de la marca Andrea, dicho look debía tener la parte inferior elaborada en tela de Jeans.

- Jurado: Rebecca de Alba, Ángel Sánchez, Mónica Fonseca y, como invitadas, Katia Huguenin y Mar Abascal.
- Ganador del desafío: Érika Servín.
- Sale de competencia: Juan Colón.
- Emitido el 17 de octubre de 2011.

### Episodio 9:Alfombra roja
Para este desafío, los concursantes debieron confeccionar un vestido de gala para la alfombra roja de los Premios Óscar que usaría la presentadora Liza Echeverría durante la transmisión especial del Canal TNT de dicho evento.

- Jurado: Rebecca de Alba, Ángel Sánchez, Mónica Fonseca y, como invitada, Liza Echeverría.
- Ganador del desafío: Carlo Carrizosa.
- Sale de competencia: Valeria Fernández.
- Emitido el 24 de octubre de 2011.